# Dominik Graf
Dominik Graf, född 6 september 1952 i München, är en tysk filmregissör och manusförfattare.

## Filmografi i urval
| År   | Titel                               | Krediterad som | Krediterad som  | Krediterad som | Format   |
| År   | Titel                               | Regissör       | Manusförfattare | Producent      | Format   |
| ---- | ----------------------------------- | -------------- | --------------- | -------------- | -------- |
| 1975 | Carlas Briefe                       | Ja             | Ja              | Ja             | Kortfilm |
| 1988 | Nio liv                             | Ja             |                 |                | Långfilm |
| 1990 | Hasard                              | Ja             |                 |                | Långfilm |
| 2014 | Beloved Sisters                     | Ja             | Ja              |                | Långfilm |
| 2021 | Fabian – berättelsen om en moralist | Ja             | Ja              |                | Långfilm |